# 青木律典
青木 律典（あおき のりふみ、1973年 - ）は、日本の建築家。神奈川県生まれ。

## 経歴
- 1973年　横浜市生まれ
- 2010年　青木律典建築設計スタジオ 設立。
- 2015年　株式会社デザインライフ設計室に改組。

2022年現在、株式会社デザインライフ設計室を主宰するほか、建築関連書籍への執筆を多数行っている。

## 主な作品
- 2013年　「シキリの形」
- 2014年　「ウチソトの間合」
- 2017年　「戸塚の住居」
- 2018年　「国分寺の小さな住居」
- 2019年　「八ヶ岳麓の住宅」
- 2019年　「小平の住宅」
- 2019年　「鶴川の連窓住宅」
- 2020年　「鎌倉の住戸
- 2021年　「高基礎の家」

## 受賞歴
- 2013年　LIXILデザインコンテスト2013審査委員特別賞
- 2013年　JID賞ビエンナーレ2014インテリアスペース部門賞
- 2014年　四国化成工業施工作品コンテスト最優秀賞（内装材部門）[1]
- 2015年　大阪の住まい活性化フォーラム会長賞